# Tomás (apoiante de Belisário)
Tomás (em latim: Thomas) foi um oficial do século VI, ativo durante o reinado do imperador Justiniano (r. 527–565). Membro da comitiva de Belisário na Itália, foi enviado por ele no final de 539 ou começo de 540 para aceitar a submissão das guarnições góticas nos Alpes Cócios. Ele e Sisigis foram sitiados por Úreas, mas foram aliviados por João e Martinho no começo de 540.